# Aëtion
Aëtion, eller Eëtion, var en grekisk målare på 300-talet f.Kr.
Hans mest berömda verk var en temperamålning av Alexanders giftermål med Roxane. Konstverket blev ryktbart genom Lukianos beskrivning och den italienske renässansmålaren Sodomas därav inspirerade efterbildning.